# Монак (Шаранта)
Мона́к (фр. Mosnac) — коммуна во Франции, находится в регионе Пуату — Шаранта. Департамент — Шаранта. Входит в состав кантона Шатонёф-сюр-Шарант. Округ коммуны — Коньяк.
Код INSEE коммуны — 16233.
Коммуна расположена приблизительно в 410 км к юго-западу от Парижа, в 115 км южнее Пуатье, в 15 км к западу от Ангулема.

## Население
Население коммуны на 2008 год составляло 474 человека.
| 1962 | 1968 | 1975 | 1982 | 1990 | 1999 | 2008 |
| ---- | ---- | ---- | ---- | ---- | ---- | ---- |
| 371  | 329  | 313  | 312  | 361  | 384  | 474  |

## Экономика
В 2007 году среди 293 человек в трудоспособном возрасте (15—64 лет) 219 были экономически активными, 74 — неактивными (показатель активности — 74,7 %, в 1999 году было 72,8 %). Из 219 активных работали 207 человек (113 мужчин и 94 женщины), безработных было 12 (6 мужчин и 6 женщин). Среди 74 неактивных 32 человека были учениками или студентами, 13 — пенсионерами, 29 были неактивными по другим причинам.

## Фотогалерея

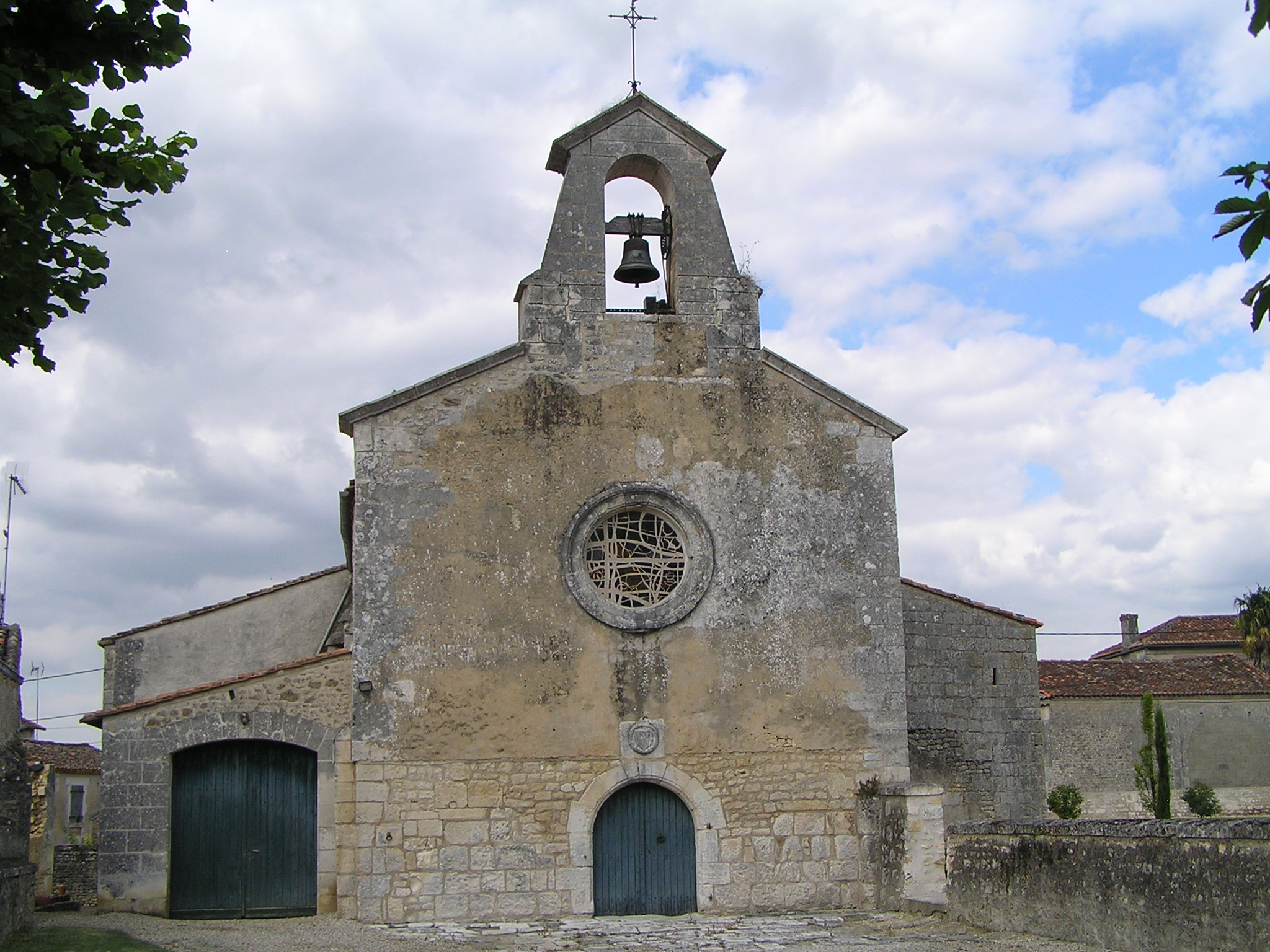
Церковь Сен-Симфорьен
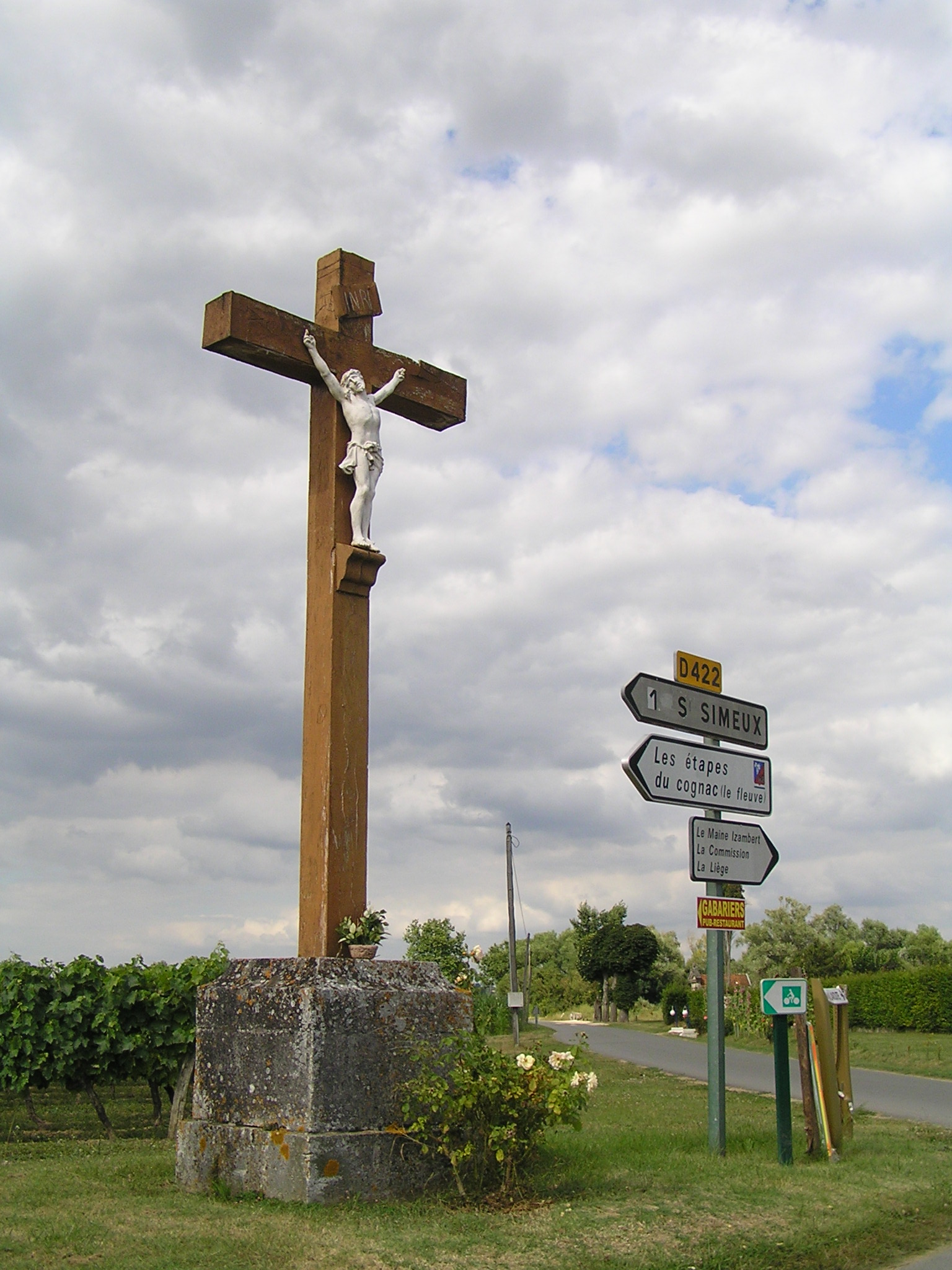
Придорожное распятие
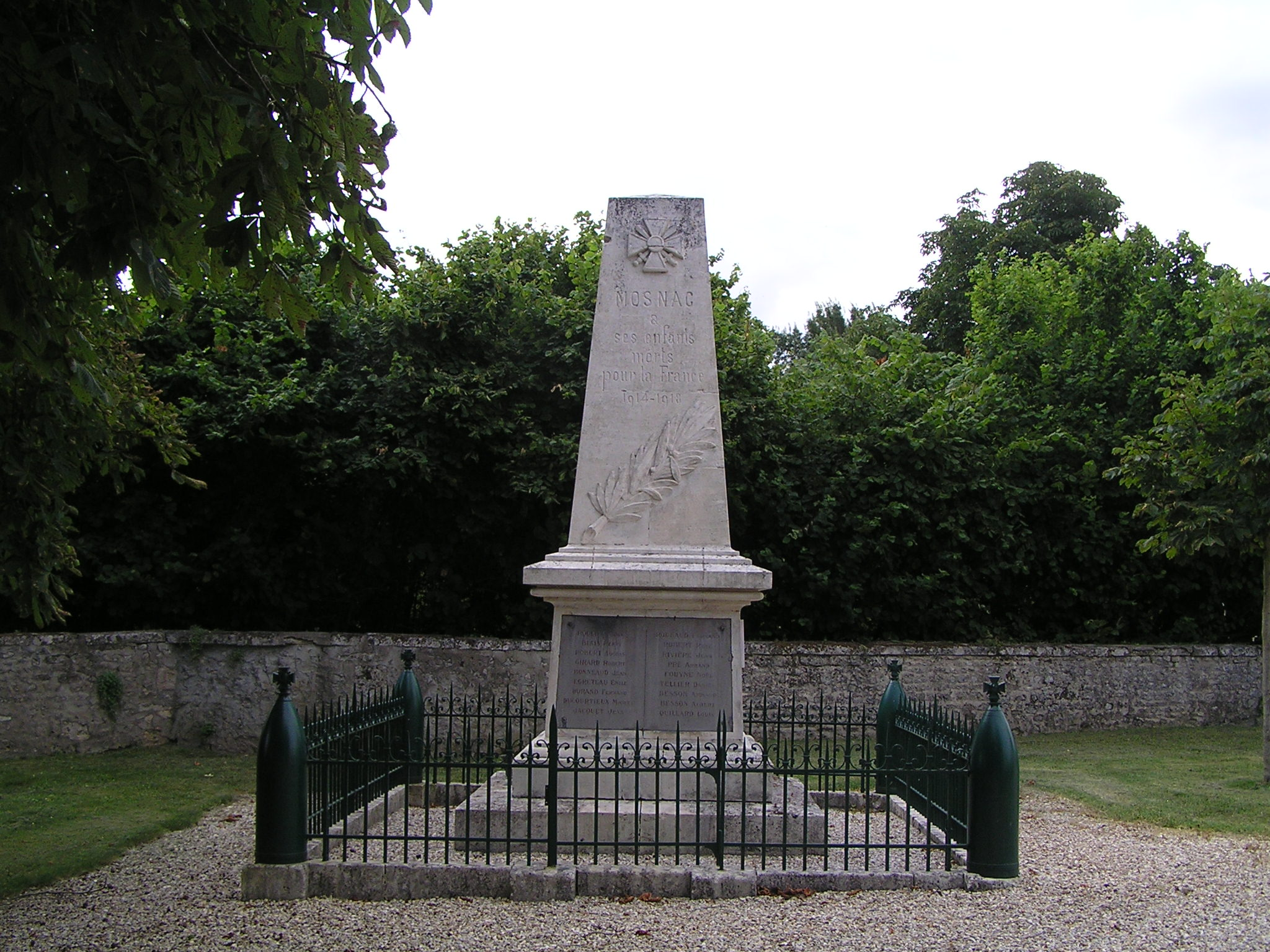
Военный мемориал